# Gorg Estelat
El Gorg Estelat (o també, a tort, dit Lac de Nohèdes, en francès) és un estany d'origen glacial o gorg de la comuna de Noedes, a la comarca del Conflent, de la Catalunya del Nord.
És el més gran dels "gorgs de Noedes", a la capçalera de la vall del mateix nom, al peu de la Serra de Madres. La seva aigua, part de la qual prové del Gorg Blau, via les rieres de Noedes: el desguàs del Gorg Estelat va a parar a l'Estany del Clot (1.640 m) (també dit estany de les Socarrades o estany d'en Clemenç) i d'ací continua per la Ribera de Noedes primer, i del Callan, després, acaba desguassant a la Tet. Durant un temps, fa vora un segle, una part del cabal satisfeia les necessitats de Jújols, on arribava a través d'un canal (en l'actualitat, camí d'accés). La llegenda diu que els gorgs de Noedes eren indrets temuts pels pagesos, que s'estaven de llançar-hi pedres per por de desencadenar tempestes.
Jacint Verdaguer canta el Gorg Estelat, juntament amb el Gorg Negre, que és en terme d'Oleta i Èvol, i el Gorg Blau en el cant XII del poema Canigó:
| «                                    | Adéu, los de Noedes, Estany Negre, Estany Blau i l'Estelat, espills d'eixes pinedes i d'eix cel de safir immaculat! | » |
| — Jacint Verdaguer, Canigó, Cant XII | |   |